# Taaffe Ridge
Taaffe Ridge är en bergstopp i Antarktis. Den ligger i Östantarktis. Australien gör anspråk på området. Toppen på Taaffe Ridge är 75 meter över havet.
Terrängen runt Taaffe Ridge är platt åt sydväst, men åt nordost är den kuperad. Terrängen runt Taaffe Ridge sluttar västerut. Trakten är obefolkad. Det finns inga samhällen i närheten. 